# Маодун
Маодун (на китайски: 冒頓; на пинин: Màodùn) е шанюй на хунну, управлявал в периода 209 – 174 пр.н.е. и превърнал техния съюз в относително централизирана империя.

## Ранни години
Според враждебно настроения към хунну официален хронист на китайската династия Хан Сима Циен Маодун бил най-големия и нелюбим син на шанюя Тоуман, който го изпраща при согдийците като заложник. Тоуман планирал да извърши набег над Согдиана, за да принуди согдианците да убият сина му. Но Маодун предугадил намеренията на баща си и при началото на набега убил пазача си и избягал. Бягството му направило такова впечатление на хуните, че Туман бил принуден да го постави начело на една от държавите, давайки му да управлява 10 хиляди семейства.
Когато започва да обучава воините, Маодун въвежда свистящата стрела и заповядва на воините си да стрелят в същата посока, в която стреля и той. Неизпълнението на тази заповед се наказвала със смърт. Веднъж той внезапно пуска стрела в любимия си кон, а на тези, които не го последвали, заповядва да отсекат главите. След това стрелял в любимата си жена и отново не следвалите го загубват главите си. Накрая стрелял в баща си и този път да не последват примера му не посмял нито един от воините. Така той става владетел на хуните през 209 пр.н.е.

## Управление
След като става шанюй, Маодун провежда поредица от военни походи, с които подчинява съседните народи в степната зона. През 208 година пр.н.е. разгромява дунху в Манджурия, които след това поражение се разделят на две групи – сиенбей и ухуан. След това поставя в зависимост динлин и енисейските киргизи в Южен Сибир, а през 203 година пр.н.е. – и юеджи в Таримския басейн. Тези успешни войни спомагат за консолидирането на властта му над хунну. По този начин той установява контрол над основни търговски пътища, които през следващите години осигуряват значителни приходи на владетелите на хунну.
През 200 година пр.н.е. Маодун започва продължила три години война срещу империята на Хан в Китай. В битката при Байдън той нанася тежко поражение на китайците, като самият император Хан Гаодзу попада в обкръжение и трябва да плати откуп. В резултат на войната Хан започват да плащат годишен данък на хунну и е въведена просъществувалата десетилетия система на хъцин, при която императорът изпраща свои придворни за жени на владетелите на хунну. След войната с Китай Маодун отново воюва успешно на запад с юеджи и усуните.
Маодун умира през 174 година пр.н.е. и е наследен от сина си Лаошан.

## Цитирани източници
- Barfield, Thomas. The Perilous Frontier.   Cambridge, MA, Basil Blackwell, 1989. ISBN 1557860432. (на английски)
- Di Cosmo, Nicola. Ancient China and its Enemies: The Rise of Nomadic Power in East Asian History.   Cambridge University Press, 2002. ISBN 0521770645. (на английски)